# Ordre de la Couronne (Monaco)
Pour les articles homonymes, voir ordre de la Couronne.
L’ordre de la Couronne (monégasque : U̍rdine d’a Curuna) est un ordre honorifique de Monaco, institué en 1960 afin de rendre un hommage public exceptionnel à des personnes aux mérites éminents. Cette distinction n'a été décernée qu'une fois depuis sa création : à la Compagnie des Carabiniers du Prince en 2017.

## Création
L’ordre est institué par l'ordonnance souveraine numéro 2.284 du 20 juillet 1960 signée par Rainier III.

## Grades
L’ordre est composé de cinq grades :
- Grand-croix ;
- Grand-officier ;
- Commandeur ;
- Officier ;
- Chevalier.

Les marques distinctives sont :
- pour les grands-croix, la plaque de l'Ordre, du diamètre de 85 millimètres, portée sur le côté gauche de la poitrine, et la croix de 60 millimètres de diamètre, suspendue en écharpe à un ruban large de 101 millimètres descendant de l'épaule droite vers le côté gauche ;
- pour les grands-officiers, la plaque de l'Ordre, d'un diamètre de 85 millimètres, portée sur le côté droit de la poitrine, et la croix de 60 millimètres de diamètre suspendue à un ruban large de 37 millimètres passé au cou en sautoir ;
- pour les commandeurs, la croix de 60 millimètres de diamètre suspendue à un ruban large de 37 millimètres passé au cou en sautoir ;
- pour les officiers, la croix de 40 millimètres, portée sur le côté gauche de la poitrine, à la hauteur de la boutonnière, suspendue à un ruban large de 37 millimètres, avec une rosette ;
- pour les chevaliers, la croix de 40 millimètres, portée sur le côté gauche de la poitrine, à la hauteur de la boutonnière, suspendue à un ruban large de 37 millimètres.

## Insignes
La décoration de l'ordre est formée d'une croix en argent à quatre branches, chacune subdivisée en cinq rayons dont celui du milieu est d'or. Cette croix, dont les branches sont reliées par un double monogramme de Rainier III en or, est suspendue à une bélière également en or, mi-partie chêne et mi-partie laurier. À l'avers, au centre, la couronne de la Principauté en or et émail rouge sur fond d'émail blanc cerclé d'argent. Au revers, un écu d'or portant le fuselé des armes de Monaco.
La plaque de l'ordre consiste en une croix, mais sans bélière et avec, au centre, la couronne sur fond émail blanc mais cerclé de losanges d'argent.
Le ruban de l'ordre est vert olive. Il est coupé verticalement, en son milieu, par un filet rouge grenat.
| Barrettes de l'Ordre | Barrettes de l'Ordre | Barrettes de l'Ordre | Barrettes de l'Ordre | Barrettes de l'Ordre |
| -------------------- | -------------------- | -------------------- | -------------------- | -------------------- |
| Grand Croix          | Grand Officier       | Commandeur           | Officier             | Chevalier            |

## Conditions d'attribution
Les membres de la Famille souveraine et les étrangers non compris, nul ne sera admis dans l'ordre qu'avec le premier grade de chevalier. Pour être promu à un grade supérieur, il est indispensable d'avoir passé dans le grade inférieur : 
- pour le grade d'officier, quatre ans dans celui de chevalier ;
- pour le grade de commandeur, trois ans dans celui d'officier ;
- pour le grade de grand-officier, quatre ans dans celui de commandeur ;
- pour le grade de grand-croix, cinq ans dans celui de grand-officier.

Des services extraordinaires pourront, dans certains cas, dispenser de ces conditions.
Aucun membre de l'ordre ne pourra porter la décoration de la classe à laquelle il aura été nommé ou promu, qu'après sa réception. Les étrangers seront admis et non reçus.
Les grands-croix, les grands-officiers et les commandeurs recevront la décoration des mains du Prince, grand maître de l'ordre, et cette remise servira de réception. Le chancelier ou un membre de l'ordre, d'un rang au moins égal à celui du récipiendaire, délégué à cet effet, pourra procéder à la dite réception, si ainsi ordonné par le Prince.
Le chancelier procédera à la réception des officiers et des chevaliers ; en cas d'empêchement, un membre de l'ordre sera délégué pour le remplacer. Le chancelier remettra au récipiendaire, au nom du Prince, grand maître, le brevet ainsi que la décoration, s'il y a lieu, et lui donnera l'accolade.

## Honneurs militaires
Les honneurs militaires seront rendus aux membres de l'ordre de Grimaldi, porteurs de la décoration. Les armes seront portées aux chevaliers et officiers, et présentées aux commandeurs, grands-officiers et grands-croix.

## Récipiendaires
Cette distinction n'a été décernée qu'une fois depuis sa création. Seule la Compagnie des Carabiniers du Prince l'a reçue à l'occasion de son bicentenaire le 17 novembre 2017, des mains du prince Albert II durant les célébrations de la Fête du Prince, ce qui a été officialisé le 19 novembre,.

## Base légale
- Ordonnance n° 2284 du 20/07/1960 instituant l'Ordre de la Couronne  : Texte
- Les statuts de l'ordre de Saint-Charles (texte de l'Ordonnance) sont utilisés pour l'Ordre de la Couronne, en changeant "Chancelier de l'Ordre de la Couronne" au lieu de "Chancelier de l'Ordre de Saint-Charles".